# Галанин, Валериан Иванович
Валерий Иванович Галанин (24 января 1865 — 23 марта 1915, Севастополь, Таврическая губерния), русский морской офицер, контр-адмирал (1915, посмертно). Участник русско-японской войны и Первой мировой войны на Чёрном море. Отличился, командуя линейным броненосцем «Евстафий» в Бою у мыса Сарыч с германскими крейсерами «Гёбен» и «Бреслау» 5 (18) ноября 1914 года.

## Биография
Из дворян. Образование получил в Морском училище. В мичманы произведён 29.09.1886. Лейтенант (01.01.1894), капитан 2-го ранга (06.12.1904). Старший офицер броненосца "Слава" (13.12.1904). Участник русско-японской войны.  Исполняющий должность помощника командира 2 БФЭ по строевой части (01.08.1908), командир учебного судна "Верный" типа «Воин» (01.12.1908). Капитан 1 ранга (06.12.1910), командир учебного судна "Рында" (24.11.1911). Командир флагмана Черноморского флота линкора додредноутного типа «Евстафий» с 07.12.1911 по 23.03.1915. Участник Первой мировой войны.  

### Бой у мыса Сарыч

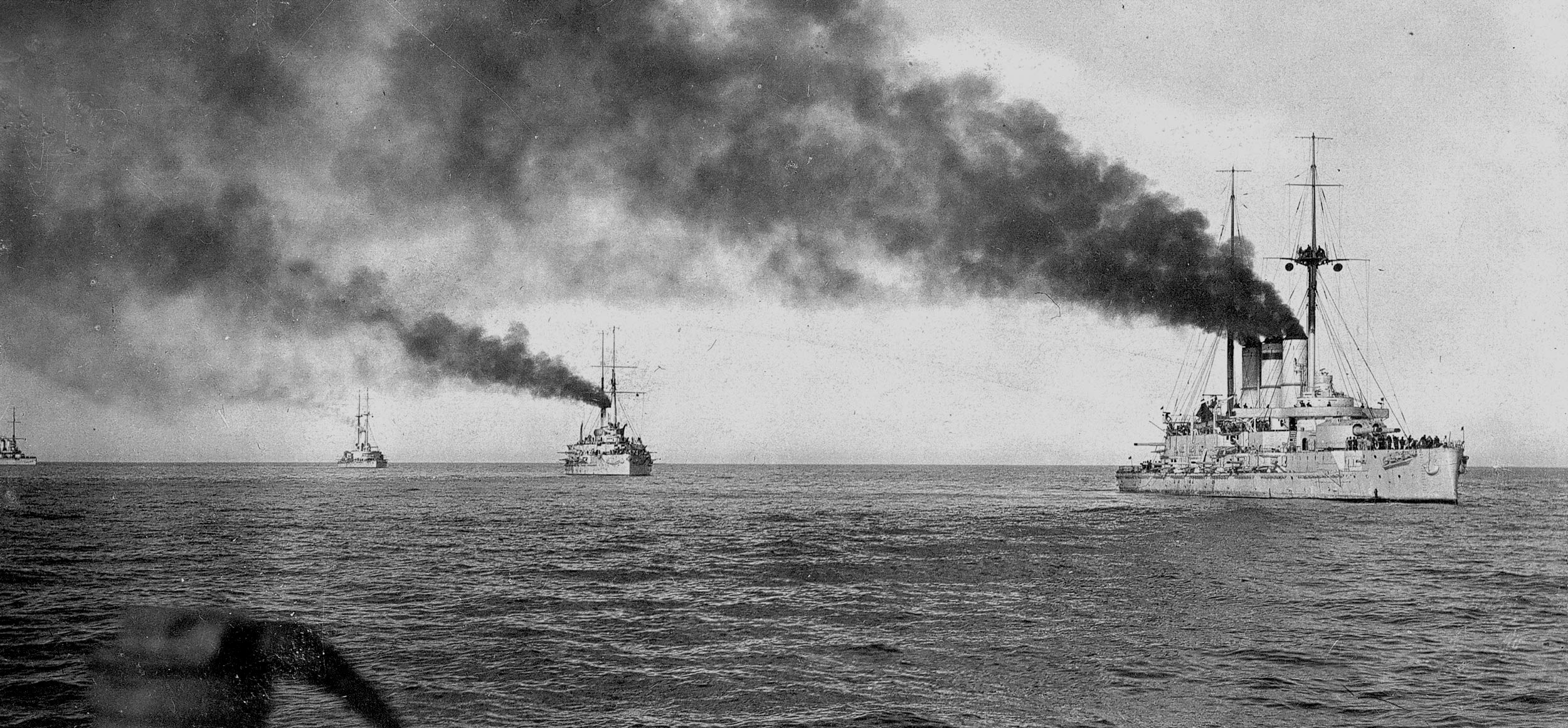
Группа броненосцев русского Черноморского флота. Первый — «Евстафий»

5 ноября 1914 года, вблизи Ялты, группа линкоров Черноморского флота во главе с «Евстафием» (пять линкоров, три крейсера и минная бригада) неожиданно встретилась с германским линейным крейсером «Гебен» в сопровождении легкого крейсера «Бреслау». Огневой контакт продолжался менее 15 минут на дистанции от 7 до 5 км. «Евстафий» выпустил шестнадцать 305-мм снарядов, три из которых поразили «Гебен» и вызвали пожар на немецком крейсере. «Гебен» выпустил по «Евстафию» девятнадцать 280-мм снарядов, добившись четырёх попаданий (4 офицера и 29 матросов были убиты и 1 офицер и 24 матроса — ранены). Из-за плохой видимости и слабой организации огня остальные русские линкоры не добились попаданий; «Гебену» и «Бреслау» удалось уйти.
Награждён Георгиевским оружием (16.03.1915).
Умер В. И. Галанин от кровоизлияния в головной мозг в Севастополе, где и был погребён на Северной стороне Михайловского кладбища. 
Произведён 25 марта 1915 в контр-адмиралы (посмертно). Телеграмма командующего флотом А. А. Эбергарда от 24 марта 1915: "Сейчас скоропостижно умер командир "Евстафия" капитан 1 ранга Галанин. Во внимание к боевым заслугам и большой семьи прошу при срочном докладе ЕИВ испросить ему контр-адмирала до официального объявления". В тот же день Николай в Царском Селе согласился. Произведен приказом от 25.03.1915. Исключен из списков 30.03.1915.

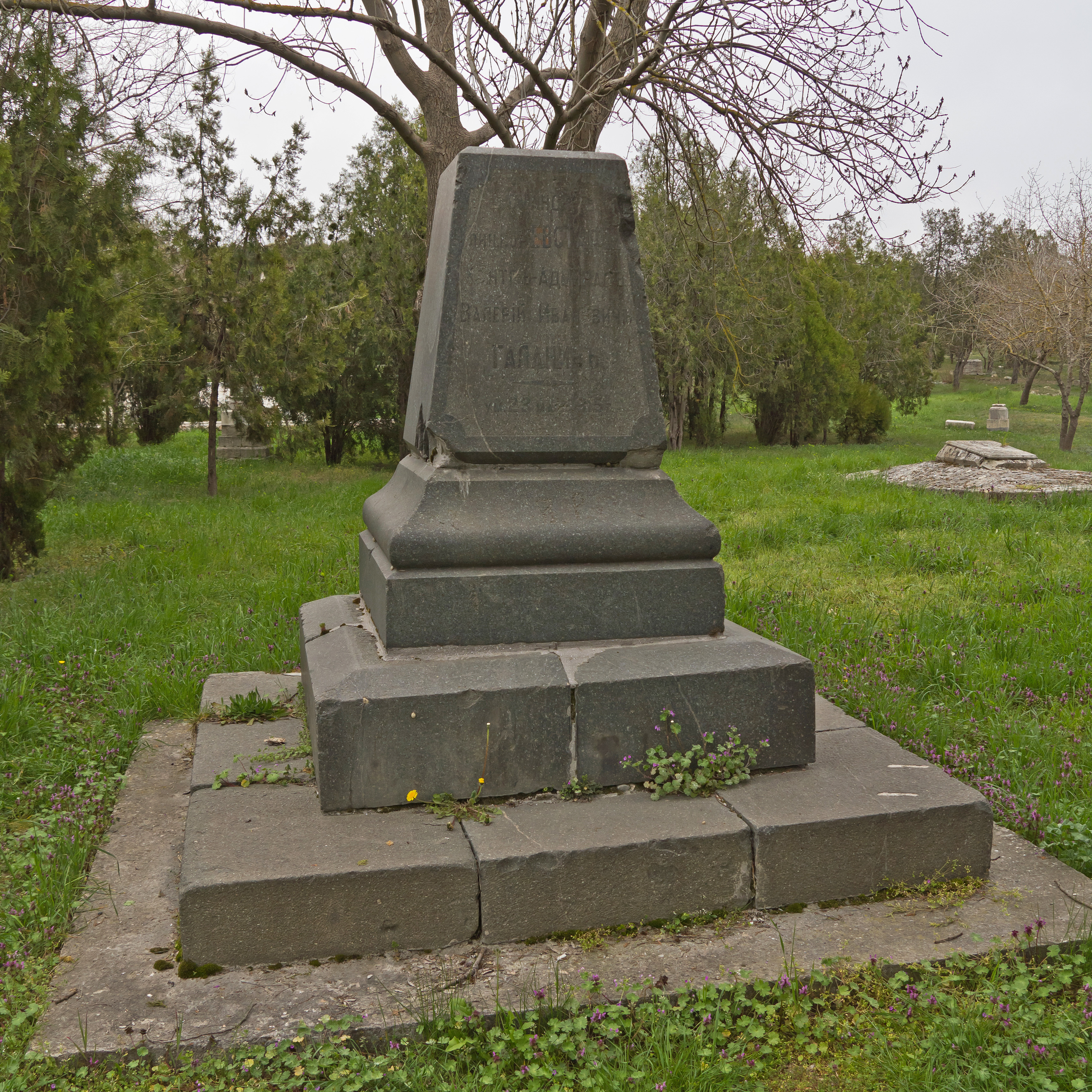
Памятник перенесённый с Михайловского на Братское кладбище Севастополя

## Семья
Дважды был женат, четверо детей.
- Дочь: Мария (в замужестве Литвиненко) учредитель частной прогимназии в Почепе.
- Сын: Иван (17.09.1893 — 18.10.1945), лейтенант флота. Участник 1-й мировой и гражданской (ВСЮР) войн. Умер в Париже (Франция)[4].

## Память
В документах указана дата смерти 24. 03. 1915. На могильном памятнике: 23. 03. 1915. Во время 2-й мировой войны на территории Михайловского кладбища были погребены защитники Севастополя. Некрополь сильно пострадал в годы войны и нуждался в реставрации. В середине 1980-х исполком Севастопольского горсовета передал территорию кладбища под застройку жилыми домами. Эксгумация не производилась. Сохранившиеся надгробия контр-адмирала В. И. Галанина, капитана 1-го ранга Н. Ф. Юрковского, капитана 2-го ранга М. М. Коцебу и поручика Андрея Ессиповича были перенесены на Братское кладбище Севастополя. Надпись на могиле "Командир лин. кор. "Евстафий" контр-адмирал Валерий Иванович Галанин. Ум. 23 мая 1915 г. ".